# Bahnhof Emmenbrücke

Der Bahnhof Emmenbrücke ist ein Bahnhof im Ortsteil Emmenbrücke von Emmen und eine von vier Bahnstationen auf dem Gebiet der Gemeinde. Zum Bahnhof gehören nebst diversen Anschlussgleisen die beiden Bahnstationen Emmenbrücke und Emmenbrücke Gersag sowie die Abzweigung Hübeli.

## Geschichte
Emmenbrücke erhielt 1856 einen Bahnanschluss, als die Schweizerische Centralbahn ihre Hauptbahnstrecke von Aarau über Olten, Zofingen und Sursee nach Emmenbrücke eröffnete. Drei Jahre später folgte die Verlängerung nach Luzern.
Auf Anregung des Ingenieurs Theodor Lutz gründeten mit ihm bekannte Finanzleute 1882 in London die Lake Valley of Switzerland Railway Company. 1883 konnte die Strecke der Seetalbahn von Emmenbrücke nach Lenzburg in zwei Etappen in Betrieb genommen werden. Für die Durchbindung der Züge aus Lenzburg nach Luzern war eine Spitzkehre in Emmenbrücke vonnöten; um Kosten zu sparen, wurde die Strecke nach Lutz’ Ideen entlang der Hauptstrasse durch Emmen gebaut. Insgesamt 40 Bahnübergänge befanden sich auf der Ortsdurchfahrt, so dass die Seetalbahn insbesondere in diesem Abschnitt als gefährlich galt. Bereits 1960 kamen Vorschläge der Neutrassierung, nach Finanzierungsabsicherungen und Einsprachen konnte 1994 mit dem Bau begonnen werden. Nach vierjähriger Bauzeit wurde die Neubaustrecke Waldibrücke–Hübeli am 23. Mai 1998 in Betrieb genommen. Das alte Trassee wird auf der ganzen Länge als Rad- und Gehweg verwendet. Von Waldibrücke aus wurde parallel dazu das Industrieanschlussgleis bis zur ehemaligen Haltestelle Flugzeugwerk neu gebaut.
2002 wurde zwischen Hübeli und Emmenbrücke die Haltestelle Emmenbrücke Gersag eröffnet, die ebenfalls auf Bahnhofsgebiet liegt. 2021 wurde der Bahnhof für knapp 10 Millionen Franken behindertengerecht umgebaut.

## Anlage
Der Bahnhof Emmenbrücke umfasst zwei Publikumsanlagen – die Bahnstationen Emmenbrücke und Emmenbrücke Gersag. Signalmässig umfasst er zwei Abschnitte, wobei sich Emmenbrücke Gersag in diesem befindet. Ebenfalls gehört die Abzweigung Hübeli, wo die Seetalbahn von der Bahnstrecke Olten–Luzern abzweigt, zum Bahnhofsgebiet. Zudem umfasst der Bahnhof diverse Anschlussgleise wie beispielsweise zum Stahlwerk von Schmolz&Bickenbach.

### Bahnhof Emmenbrücke
Der Bahnhof Emmenbrücke umfasst zwei Bahnsteiggleise an zwei Perrons. Zudem umfasst er mehrere Gütergleise, die unter anderem zur Bildung von Stahl-Ganzzügen der Panlog AG, traktioniert von SBB Cargo und BLS Cargo, genutzt werden.

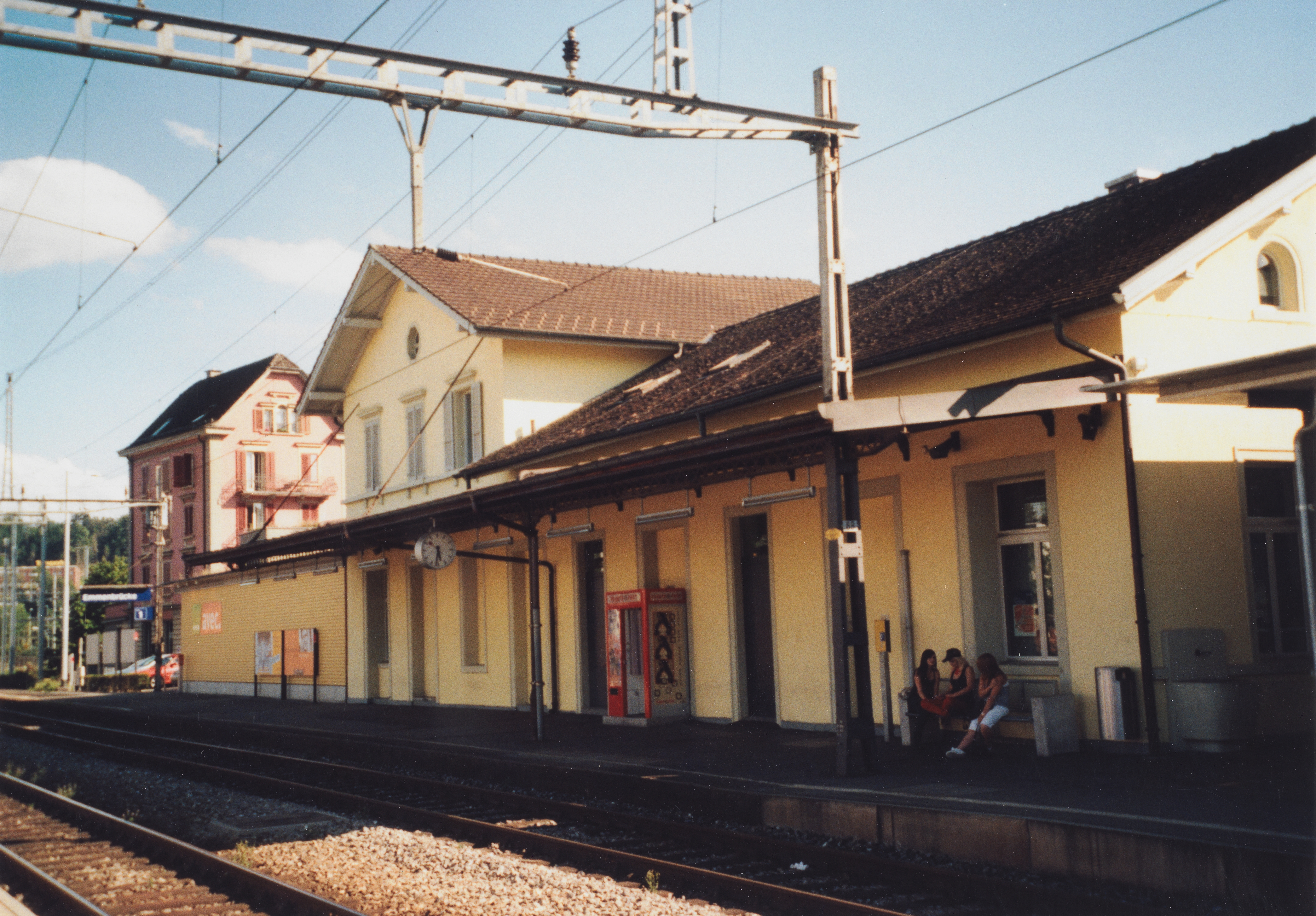
Stationsgebäude, Bahnseite 2008
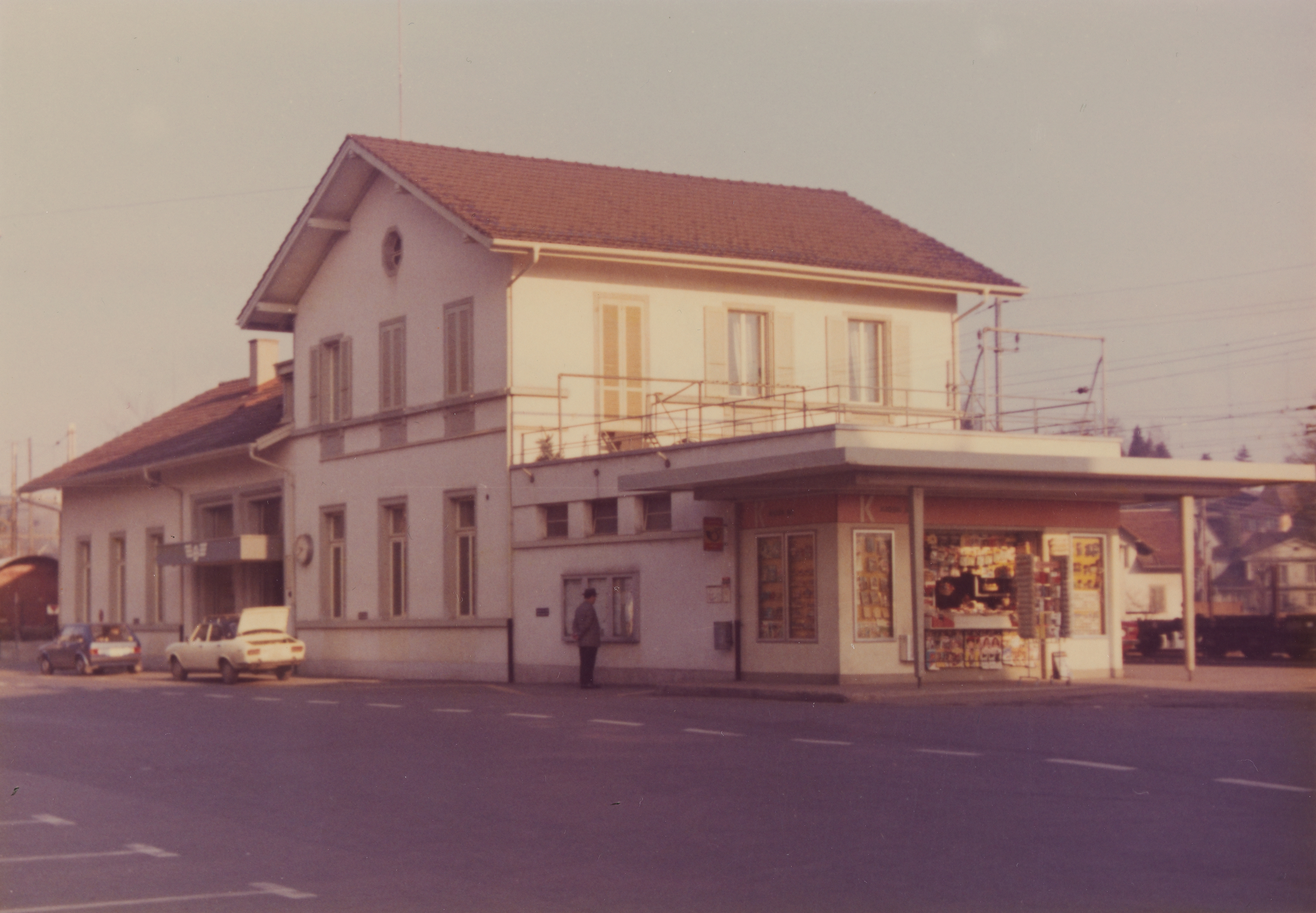
Stationsgebäude, Strassenseite 1975

### Emmenbrücke Gersag
Die Haltestelle Emmenbrücke Gersag umfasst zwei Seitenbahnsteige an den beiden Streckengleisen. Sie wurde 2002 als Erschliessung des gleichnamigen Zentrums gebaut und befindet sich auch unter diesem.

## Verkehr

### Emmenbrücke
Der Bahnhof Emmenbrücke wird stündlich von fünf Zügen bedient:
- Luzern–Olten (stündlich)
- S 1 Baar–Zug–Luzern–Sursee (halbstündlich)
- S 9 Luzern–Lenzburg (halbstündlich)

Im Güterverkehr starten pro Tag mehrere Stahlzüge von Emmenbrücke in Teile der Schweiz oder ins italienische Lecco.

### Emmenbrücke Gersag
Die Haltestelle Emmenbrücke Gersag wird stündlich von vier Zügen bedient.
- S 1 Baar–Zug–Luzern–Sursee (halbstündlich)
- S 9 Luzern–Lenzburg (halbstündlich)

Dabei wird in Gersag jeweils der Anschluss von der S1 aus Sursee zur S9 nach Lenzburg und umgekehrt sichergestellt.

## Spange Emmenbrücke
Aufgrund der Kapazitätsengpässe der nur doppelspurigen Zufahrtsstrecke zum Bahnhof Luzern, welche vor allem Ausbauten im Regionalverkehr verunmöglicht, gab es nebst dem Tiefbahnhof Luzern auch andere Varianten, so eine Verbindungsspange von Emmenbrücke zur Bahnstrecke Zug–Luzern, um vor allem den Gotthardzügen das Kopfmachen in Luzern zu ersparen. Als Ersatz für den entfallenden Halt in Luzern soll der Bahnhof Emmenbrücke zu einem Fernverkehrsbahnhof ausgebaut werden. Das Projekt wurde zugunsten des Durchgangsbahnhofs Luzern nicht mehr weiterverfolgt.